# 弦鳴樂器

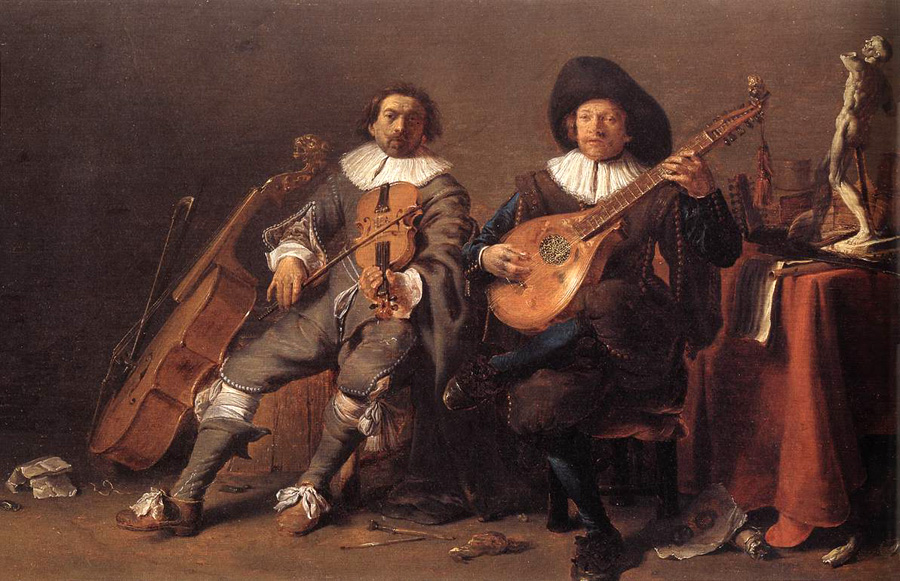
荷蘭畫家薩夫特萊文的名畫「二重奏」中，所顯示的大提琴（最左）、小提琴（左邊演奏者）和魯特琴（右邊演奏者）皆為弦鳴樂器。

弦鳴樂器是薩克斯樂器分類法（H&S分類法）中的其中一個主要分類。所使用的編號為“3”。

## 定義
如果某一件樂器，其發聲體是源於一條或數條弦線，而產生的方法是當該線被固定及伸延於最少兩點之上，再通過絯線自身的振動而產生聲音，該樂器便可稱為「弦鳴樂器」。

## 歸類方法

### 子類
注意：以下列表並未有列出所有類別
H&S分類法將弦鳴樂器分為三個子類：

#### 31分類
- 該樂器不需要借助共鳴器，或是共鳴器並不是該樂器的必要部份，就算被移除亦不會令該樂器失去發聲。其分類號碼定為31。鋼琴、古鍵琴、齊特琴、各種的箏類，如古箏、日本箏、伽耶琴等皆屬於此類。

- 312.1（全筒型齊特琴）：古筝
- 312.2（半筒型齊特琴）：古琴、日本筝、伽耶琴、越南箏
- 314.1（全板型齊特琴）：
- 314.122（全板型齊特琴，盒形音箱）：鋼琴、古鍵琴、德西馬琴（亦有人覺得此乃中國揚琴的原型，但為了區份則以「洋琴」表示）、揚琴
- 314.2（變種板型齊特琴）：日本大正琴
- 315.2（有共鳴器槽型齊特琴）：

#### 32分類
- 該樂器需要借助共鳴器，而共鳴器亦是該樂器的必要部份，移除後該樂器便不能運作，其分類號碼定為32。不少熟識的弦樂器都落入這子類上。

- 321：魯特琴類

- 321.1（弓型魯特琴或里拉琴）
- 321.2（軛型魯特琴或里拉琴）

- 321.21（弧型軛型）：里拉琴
- 321.22（盒型軛型）：克魯斯琴

- 321.3（手把型魯特琴）

- 321.31（穿過頸型魯特琴）：手把通常處於共鳴箱邊的中央位置，好像穿過共鳴箱。

- 321.311 （碗形音箱）：琵琶、椰胡、柳葉琴
- 321.312 （盒形音箱）：班卓琴、三弦、三味線
- 321.313 （筒形音箱）：大部份胡琴均屬這類。

- 321.32（依附型型魯特琴）：手把置於共鳴器旁邊，好像依附著共鳴箱

- 321.321（依附型弧型魯特琴）：曼陀林、巴拉萊卡琴
- 321.322（依附型盒型魯特琴）：各種提琴類（如小提琴、中提琴、大提琴、吉他等）

- 322：豎琴類

- 322.1（無支柱的豎琴）：例如插圖中天使常手持的那種

- 322.11（弧型無支柱豎琴）：例如緬甸豎琴「桑高 (Saung gauk)」
- 322.12（角形無支柱豎琴）

- 322.2（有支柱的豎琴類）：現代的各類型豎琴再在此細分

- 322.21（固定調音豎琴）：例如中世紀時代豎琴

- 322.211（全音型固定調音豎琴）：全音音階豎琴
- 322.212（半音型固定調音豎琴）：半音音階豎琴

- 322.22（可變調音豎琴）：即現代豎琴

- 322.221（人手操控）：設有手掣於各條琴弦山上方固定處的豎琴，或供幼童用的小型豎琴
- 322.222（腳踏操控）：演奏用豎琴

- 及後加插了33分類，主要是將弦線固定於開口鼓面，並透過不同的弦線張力去斷定，暫時只有於印度的兩種樂器歸入這個子類。

### 後綴
H&S分類法於每一分類下再設有後綴，提供部份樂器的一些補充資料。就弦鳴樂器而言，設下了以下後綴：
- -1 弦線的震動通過放大器及揚聲器增強。（只限原設計或發聲上本未有考慮擴音的需要，電子樂器歸入另一分類內。

- -11：使用可拆除式的麥克風。
- -12：使用可拆除式的拾音器。

- -2：以刮的方聲發聲。

- -21：刮弦線，如「魔鬼的提琴」。
- -22 刮固定弦線的接口部份，如部份的樂弓。

- -3：以吹動發聲。例如風弦琴。
- -4：以鎚敲打發聲。如鋼琴。
- -5：以手指撥弦。
- -6：以撥子發聲。
- -7：以弓法發聲（摩擦）。

- -71：使用琴弓。如提琴類，胡琴類。
- -72：使用輪。
- -73：使用帶。

- -8：附有鍵盤。如鋼琴、古鍵琴。
- -9：附有機械裝置。

如出現多於一個特質，該樂器可以使用兩個或以上的後綴。例如古鍵琴的編號是「314.122-6-8」，因為它以撥子勾撥弦線，同時以鍵盤控制撥子。

## 外部連結
- 網上霍恩博斯特爾-薩克斯分類法查閱 （页面存档备份，存于），歐洲網上樂器博物館。
- MIMO 於2011年重新修訂的 H&S 分類列表，2011年7月8日。 （页面存档备份，存于）
- 維珍尼亞理工學院暨州立大學(VT)音樂系有關薩克斯分類法的列表。
- CIMCIM International Committee for Museums and Collections of Musical Instruments 官方網頁。 （页面存档备份，存于）